# 西東京郵便局
西東京郵便局（にしとうきょうゆうびんきょく）は東京都西東京市にある郵便局。民営化前の分類では集配普通郵便局であった。

## 概要
住所：〒188-8799 東京都西東京市田無町3-2-2

### 併設施設
- ゆうちょ銀行西東京店（本店西東京出張所）：取扱店番号011470

### 分室
分室はなし。過去に存在した分室は以下のとおり。
- 保谷分室 - 2007年（平成19年）に廃止。

## 沿革
- 1872年8月4日（明治5年7月1日） - 田無郵便取扱所として開設[1]。
- 1875年（明治8年）1月1日 - 田無郵便局（五等）となる[1]。
- 1885年（明治18年）7月15日 - 貯金預所を設置[1]。
- 1890年（明治23年）4月11日 - 為替取扱所を設置[1]。
- 1901年（明治34年）3月26日 - 田無郵便電信局となる[1]。
- 1903年（明治36年）4月1日 - 通信官署官制の施行に伴い田無郵便局となる[1]。
- 1960年（昭和35年）11月1日 - 特定郵便局から普通郵便局に局種別改定[2]。
- 1961年（昭和36年）5月14日 - 電話交換および電報配達業務を田無電報電話局に移管。
- 1964年（昭和39年）2月 - 局舎新築落成。
- 1999年（平成11年） - 外国通貨の両替および旅行小切手の売買に関する業務取扱を開始。
- 2004年（平成16年）3月29日 - 西東京郵便局に改称するとともに、同日廃止された保谷郵便局（集配普通郵便局）より集配業務を移管。同日、保谷郵便局の跡地に西東京郵便局保谷分室を設置[3]。
- 2007年（平成19年）7月30日 - 保谷分室を廃止[4]。
- 2007年（平成19年）10月1日 - 民営化に伴い、併設された郵便事業西東京支店、ゆうちょ銀行西東京店に一部業務を移管。
- 2012年（平成24年）10月1日 - 日本郵便株式会社発足に伴い、郵便事業西東京支店を西東京郵便局に統合。

## 取扱内容

### 西東京郵便局
- 郵便、印紙、ゆうパック、内容証明
- 生命保険、バイク自賠責保険、自動車保険、がん保険、引受条件緩和型医療保険
- 西東京市内の集配業務
- ゆうゆう窓口

### ゆうちょ銀行西東京店
- 貯金、貸付、為替、振替、振込、国際送金、外貨両替、トラベラーズチェック、国債、投資信託、変額年金保険
- ATM

## 周辺
- 田無警察署
- 東京大学田無キャンパス
- 西東京市立田無小学校

## アクセス
- 西武新宿線 田無駅（北口）から徒歩約6分
- 西武バス 西東京郵便局停留所下車
- 東京外環自動車道 大泉ICから南西へ約6.5km、中央自動車道 調布ICから北へ約9km
- 駐車場あり：5台